# اولیوادی
اولیوادی (به ایتالیایی: Olivadi) یک کومونه در ایتالیا است که در استان کاتانزارو واقع شده‌است.

## خصوصیات
اولیوادی ۷ کیلومترمربع مساحت و ۵۵۵ نفر جمعیت دارد و ۴۸۵ متر بالاتر از سطح دریا واقع شده‌است.